# Мифическое время

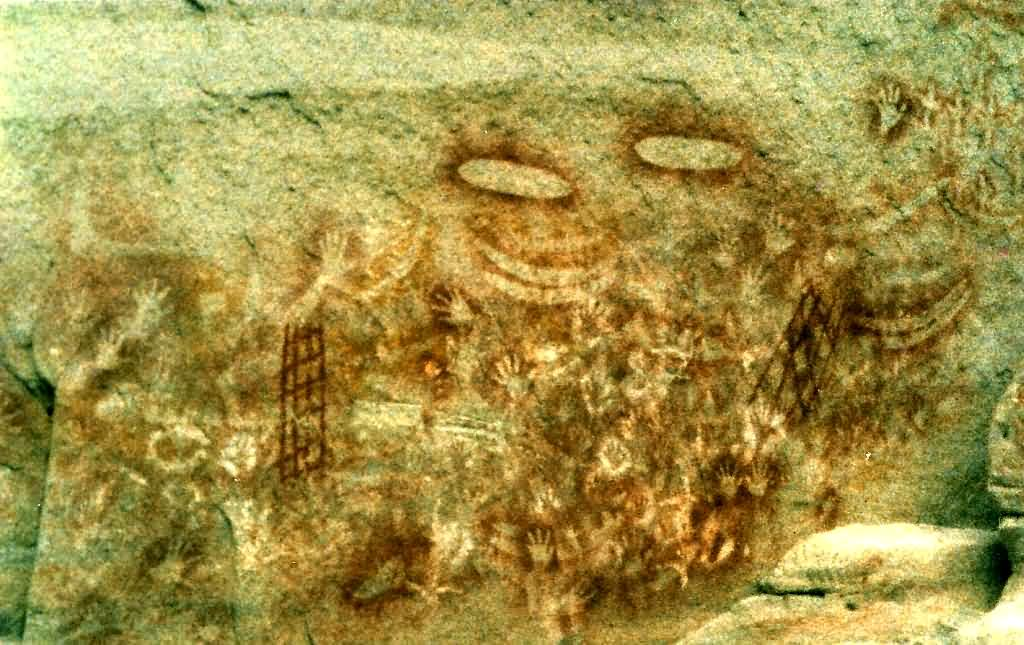
Австралийский наскальный рисунок. Предположительно обращения к тотемным предкам или записи сказаний о времени сновидений. Карнарвонское ущелье

Мифическое время — в мифологии «начальное», «раннее», «первое» время, «правремя» (нем. Ur-Zeit), время появления мира, сакральное время, предшествующее обычному, реальному, эмпирическому (историческому) «профанному» времени.
В мифическое время тотемные, племенные первопредки, демиурги, культурные герои создавали нынешнее состояние мира: рельеф, небесные светила, животные и растения, людей, образцы (парадигмы) и санкции хозяйственного, религиозно-ритуального социального поведения и др. Мифическое время представляется как время первопредметов, перводействий и первотворения. Представления об этом периоде отражены прежде всего в мифах творения — космогонических, антропогонических, этиологических. Мифическое время представляется первоисточником архетипических первообразов, образцов.
Представление о мифическом времени характерно прежде всего для архаической мифологии. Шведский этнолог Оке Хульткранц (Åke Hultkrantz) видит в обращённости мифического времени в прошлое основной признак всякой мифологии, отличающий её от религии, где главный акцент делается на переживание настоящего в его связи с будущим.

## Причины возникновения представления
В силу ряда особенностей мифологического мышления (сведение причинно-следственного процесса к материальной метаморфозе в рамках индивидуального события, сущности вещи — к её происхождению) в мифологическом сознании объяснение устройства вещи тождественно рассказу о том, как она создавалась, а описание эмпирического мира — истории его первотворения. Мифические «прасобытия» являются «кирпичиками» мифической модели мира.

## Космогонические мифы
В мифопоэтическом сознании пространство и время не гомогенны. Высшей ценностью (максимум сакральности) обладает та точка в пространстве и времени, где совершился акт творения — центр мира (середина мира), и «в начале» — само время творения (мифическое время). Космогонические представления связаны с этими координатами, которые задают схему развёртывания всего, что есть в пространстве и времени, организуют весь пространственно-временной континуум. Ритуал (особенно календарный и прежде всего основной — годовой, отмечающий переход от старого года к новому) также соотнесён с ними. Ритуальный годовой праздник в своей структуре воспроизводит порубежную кризисную ситуацию, когда из хаоса возникает космос.

## Мифическое и профанное время
В дихотомии «начальное сакральное время / эмпирическое профанное время» первое представляется сферой первопричин последующих действительных эмпирических событий. Изменения, происходившие в историческое профанное время (формирование социальных отношений и институтов, эволюция в развитии техники, культуры), проецируются в мифическое время, сводятся к однократным актам творения. Мир, созданный один раз, живёт затем в реальном времени по тем законам, которые были заложены при творении.

## Мифическое время и ритуал
Мифическое время представляется универсальным первоисточником магических духовных сил. В мифологическом сознании эти силы активизируются ритуалами, инсценирующими события мифической эпохи и часто включающими рецитацию мифов творения (особенно во время календарных праздников, инициации и т. п.), и продолжают поддерживать установленный порядок в природе и обществе. События эпохи первотворения, многократно воспроизводящиеся в обрядах, ритуально повторяются в сакрализованное время праздника (особенно календарного). Это, однако, не означает, что мифическое прошлое вневременно, оно остаётся прошлым, магическая эманация которого доходит до носителей мифа через ритуалы и сны.

## Архаическая мифология
Категория мифического времени характерна прежде всего для архаической мифологии. Классическим примером мифического времени является «время сновидений» в австралийских мифологиях. Этот общепринятый термин восходит к «алтьира» («альчера») центральноавстралийского племени аранда, у которых, по мнению немецкого этнографа К. Штрелова, он означает не столько сновидения, сколько мифических предков, «вечных людей», странствовавших по земле в мифическое время. Эти тотемные предки, в отличие от богов развитых мифологий, хотя и могут в некотором смысле «оживать» в обрядах и снах, в своих потомках и сотворённых ими объектах, мыслятся как существа, жившие и действовавшие в прошлом, в мифическое время, а не как духи, ныне управляющие миром.
Мифическими предками также являются «дема» у папуасского народа маринд-аним и другие аналогичные мифические герои папуасских племён, культурный герой Ворон и его семейство — в мифах северо-восточных палеоазиатских народов и северо-западных индейцев. Чукчи рассматривают миф как «весть эпохи начала творения». Американский учёный Ф. Боас считал отнесение действия к начальным временам основной чертой мифа как жанра у североамериканских индейцев.

## Развитая мифология
Трансформированные представления об особой начальной эпохе встречаются и в развитой мифологии. Мифическое время может конкретизироваться как «золотой век» естественной, истинной жизни или, наоборот, эпоха хаоса, подлежащая упорядочению силами космоса. Мифологические начальные времена остаются фоном в архаической эпике: «Энума элиш» «Калевала», «Эдда», адыгская и абхазская версии нартских сказаний, якутские и бурятские богатырские поэмы). Согласно той же модели воссоздаётся образ исторического героического прошлого в классических формах эпоса; время аналогично мифическому времени также представляется как начальное, время действия предков, предопределивших последующий порядок: эпоха Карла Великого, Владимира Святославича (в русских былинах), короля Артура, китайских императоров Яо и Шуня, царство четырёх ойратов и др..

### Трансформация в циклическую модель
Мифическая модель времени, представленная дихотомией «начальное / эмпирическое время», обладает линейным характером. Эта модель с течением времени дополняется другой, перерастая в неё — циклическую модель. Эта трансформация становится возможной благодаря ритуальному повторению событий первоначальных времён, а также календарных обрядам и развитию представлений об умирающем и воскресающем боге или герое, вечном обновлении природы, полезных злаков и др. Исполнение простых календарных обрядов наблюдается у северных австралийцев, папуасов и др.; дальнейшее их развитие происходит в рамках земледельческих культур Средиземноморья, Мезоамерики и ряда других регионов.
Циклической моделью времени создаются мифологические представления, согласно которым происходит циклическая смена масштабных мировых эпох: «день Брахмы» (кальпа) и «ночь Брахмы» в индийской мифологии; гесиодовские пять «веков» с перспективой возврата «золотого века»; цикл эпох, каждую из которых оканчивает мировая катастрофа в доколумбовых американских мифологиях и др. Развитые мифологии, где вселенная понимается в качестве арены вечной борьбы космоса и хаоса, помимо образа начального мифического времени порождают эсхатологический образ гибели мира: Рагнарёк скандинавской мифологии, эсхатология манихейства и др. За гибелью мира согласно многим мифологиям должно произойти его циклическое обновление. Однако в ряде мифологий мир гибнет окончательно.

## Комментарии
1. ↑  Рецитация — чтение вслух, декламация перед аудиторией.